# Lijst van personen overleden in november 2015
Dit is een lijst van bekende personen die overleden zijn in november 2015.

## November

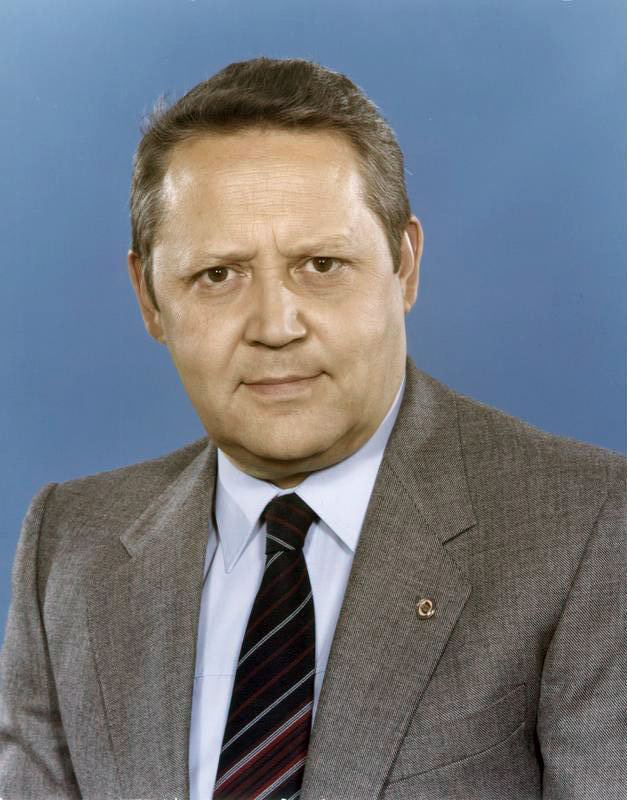
Günter Schabowski
1 november

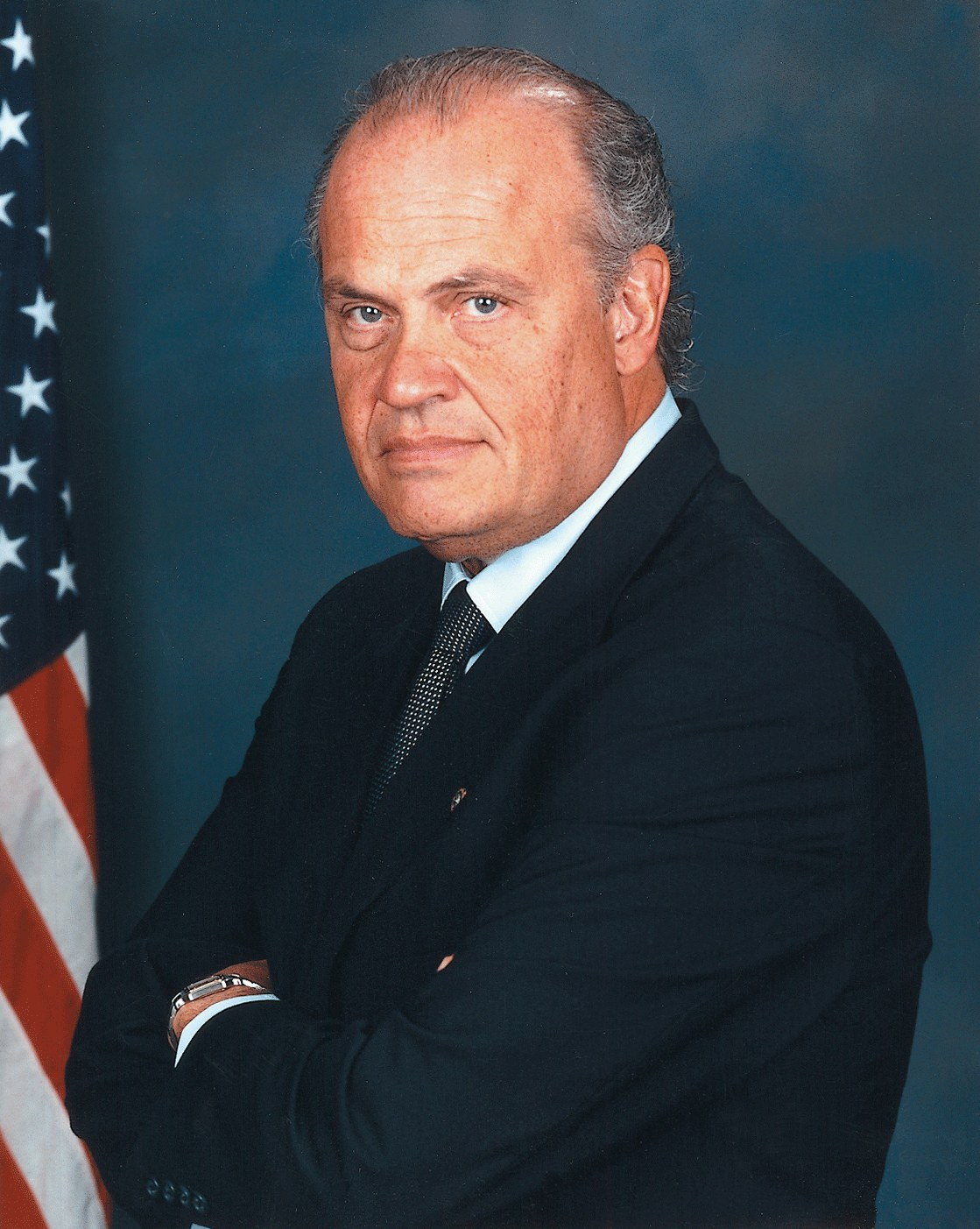
Fred Thompson
1 november

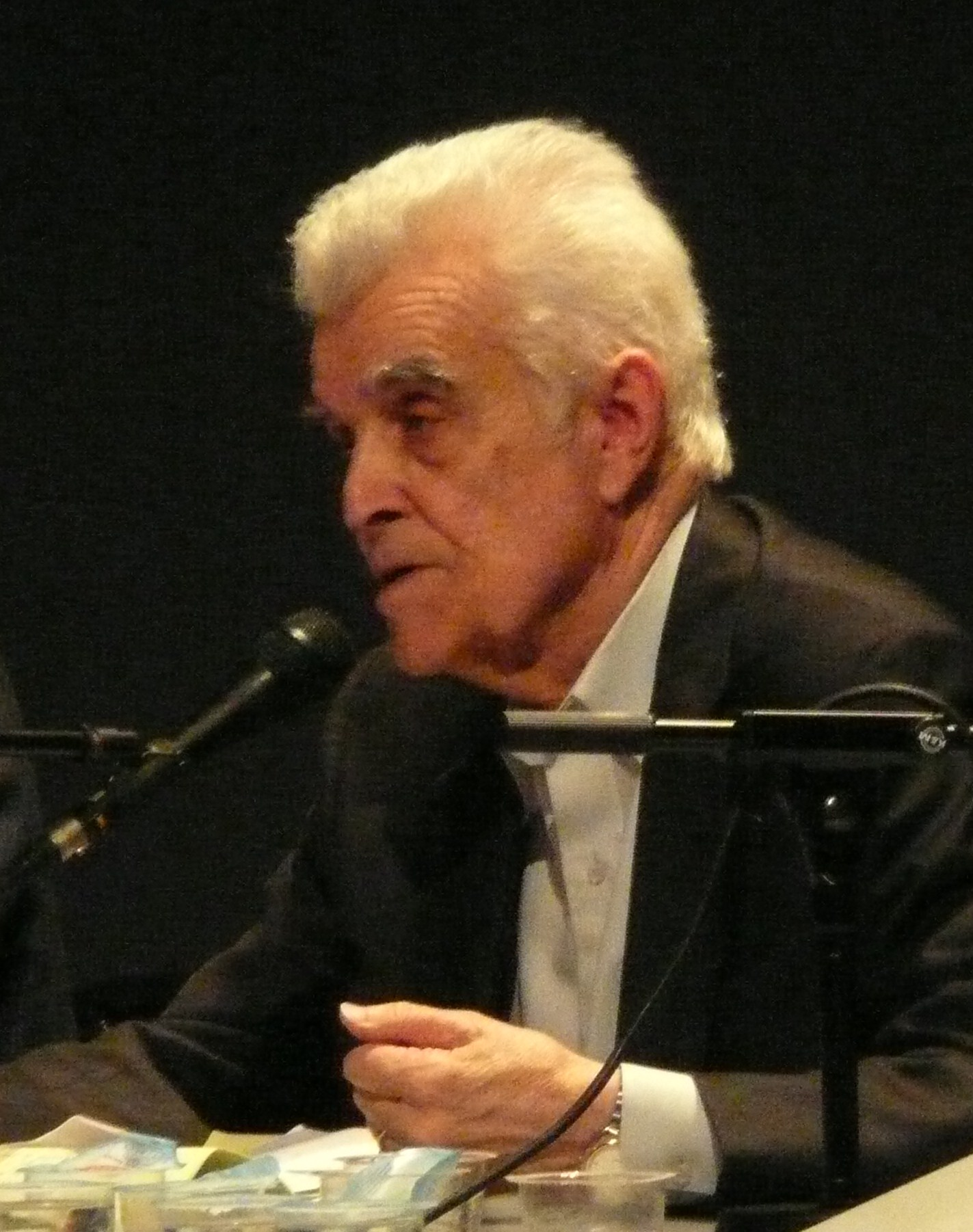
René Girard
4 november

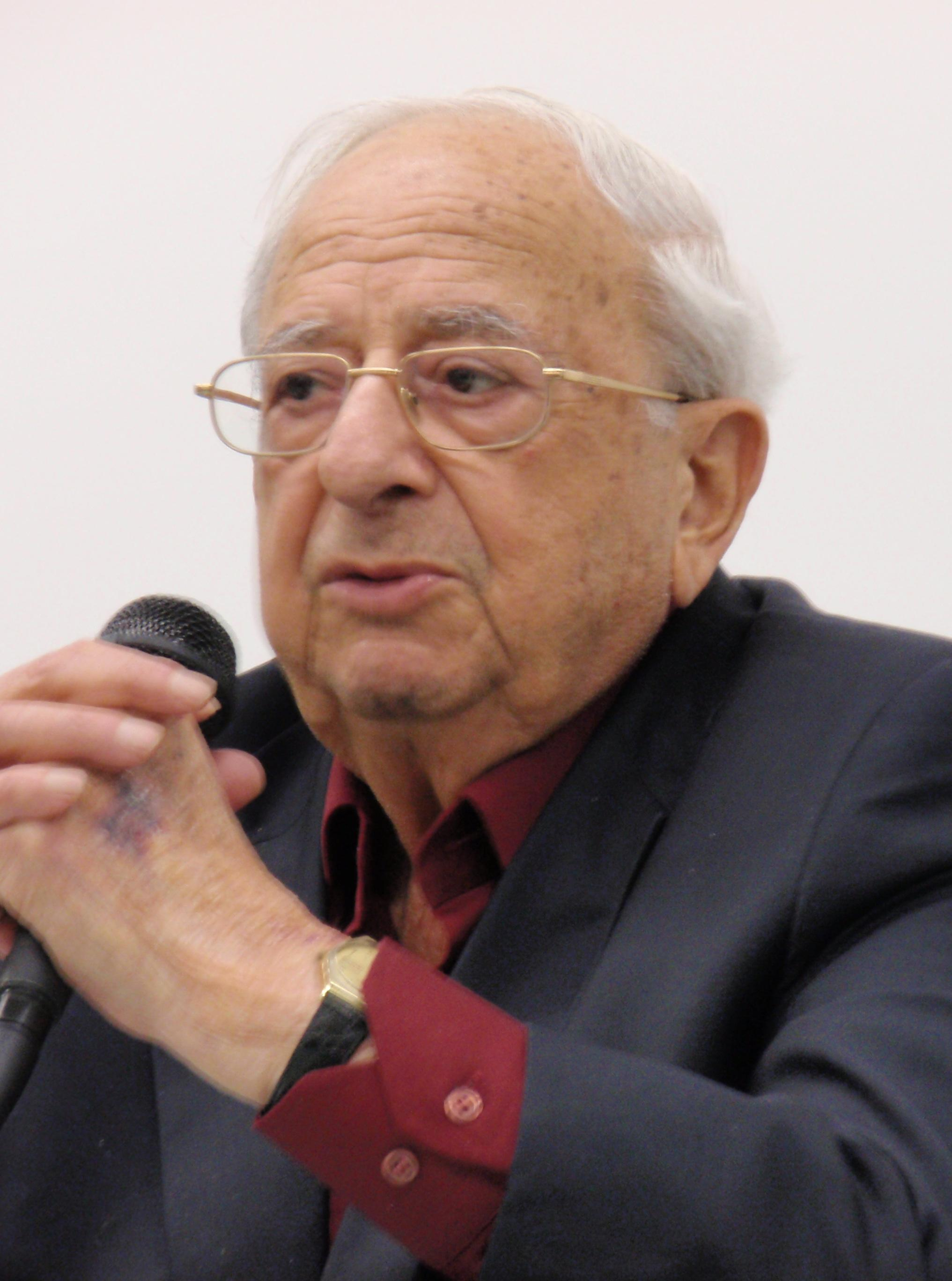
Yitzhak Navon
6 november

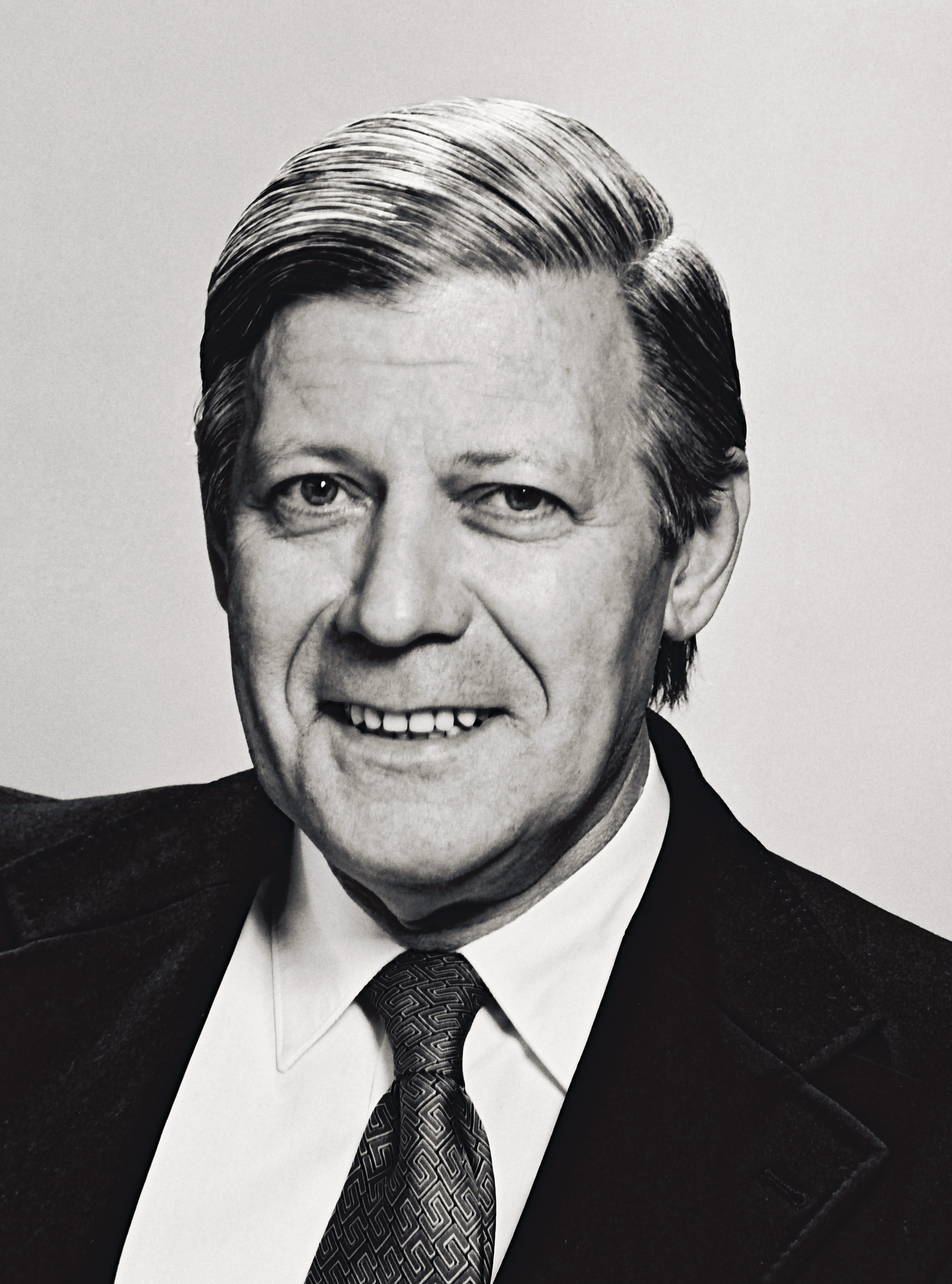
Helmut Schmidt
10 november

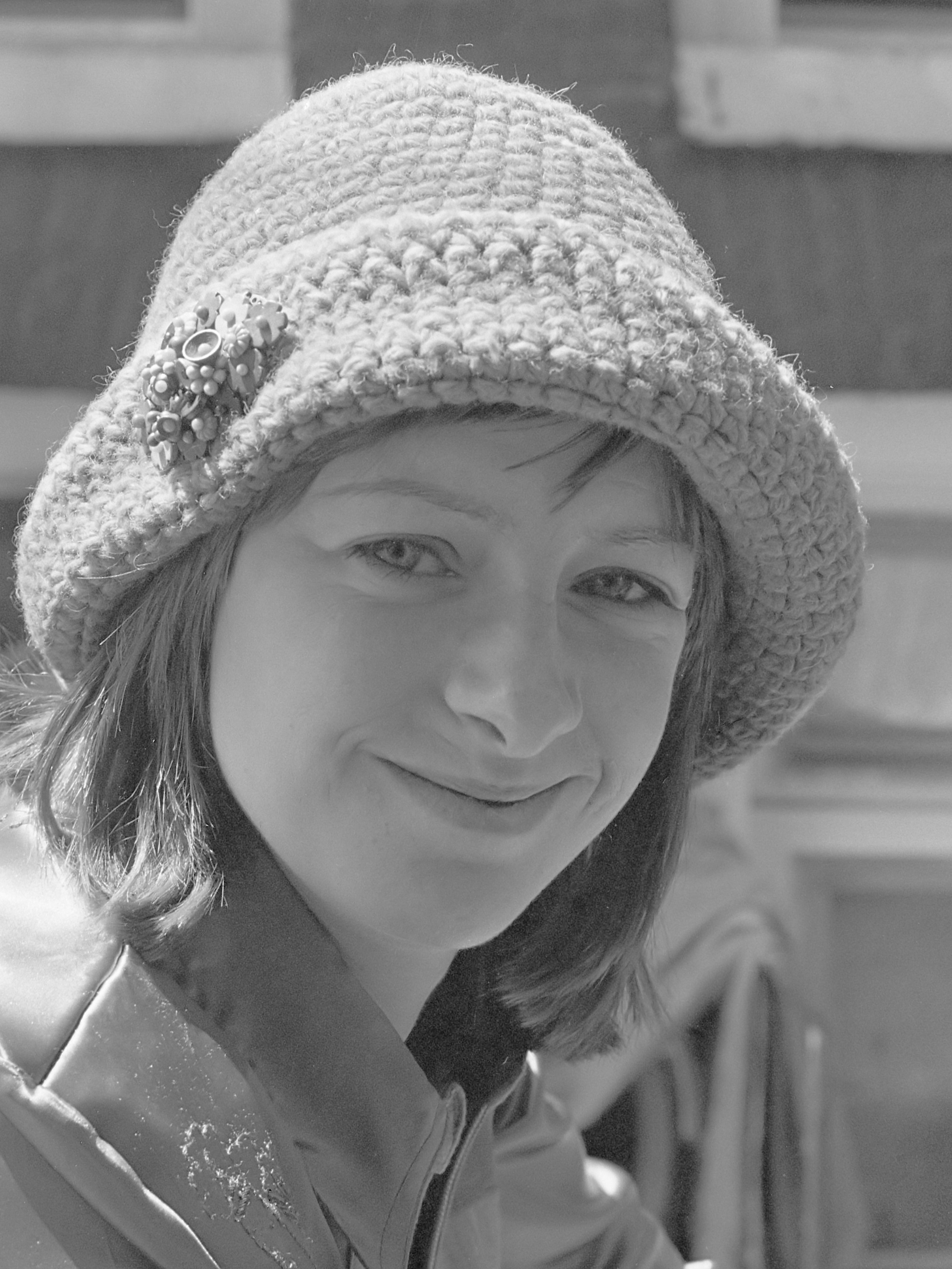
Jennifer Willems
13 november

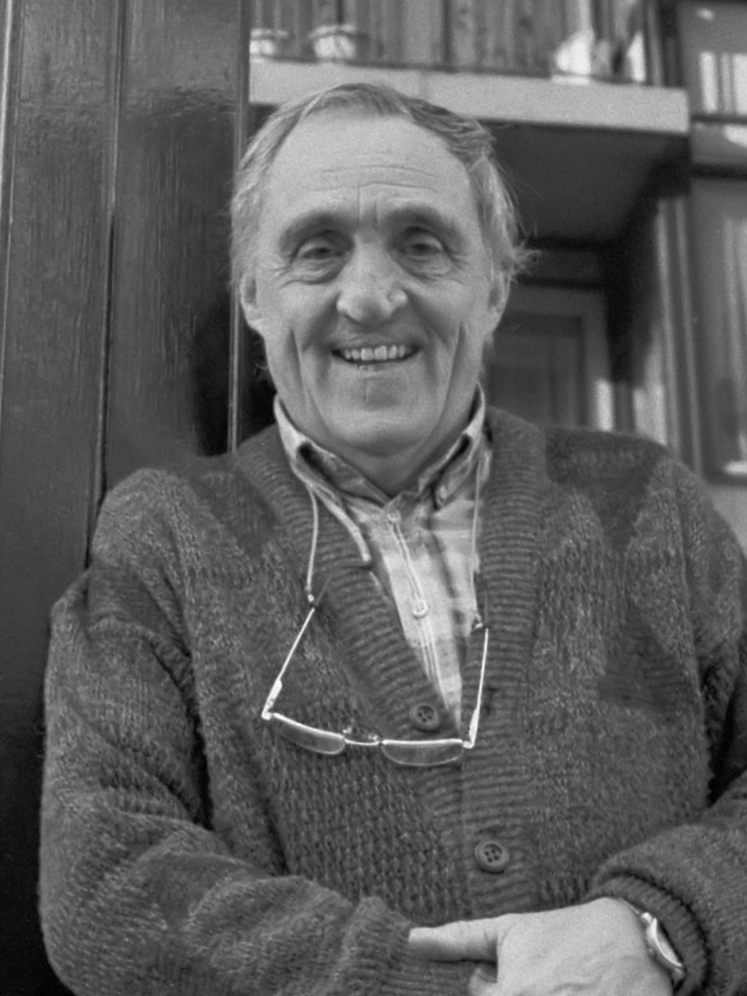
Rob van Reijn
15 november

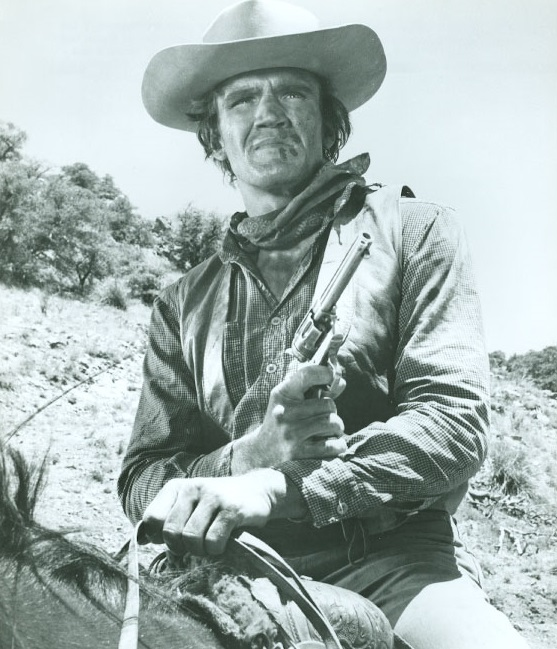
David Canary
16 november

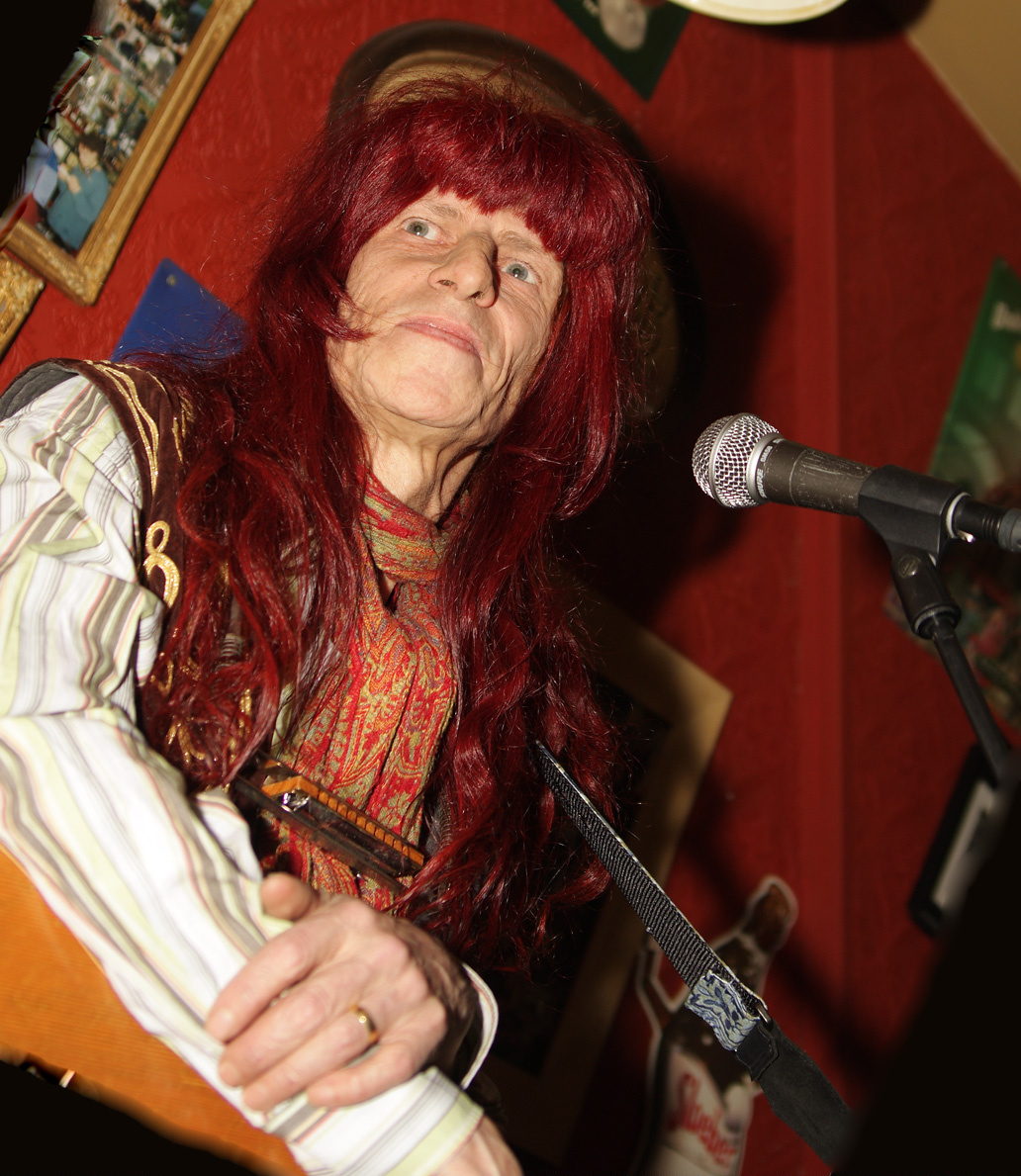
Armand
19 november

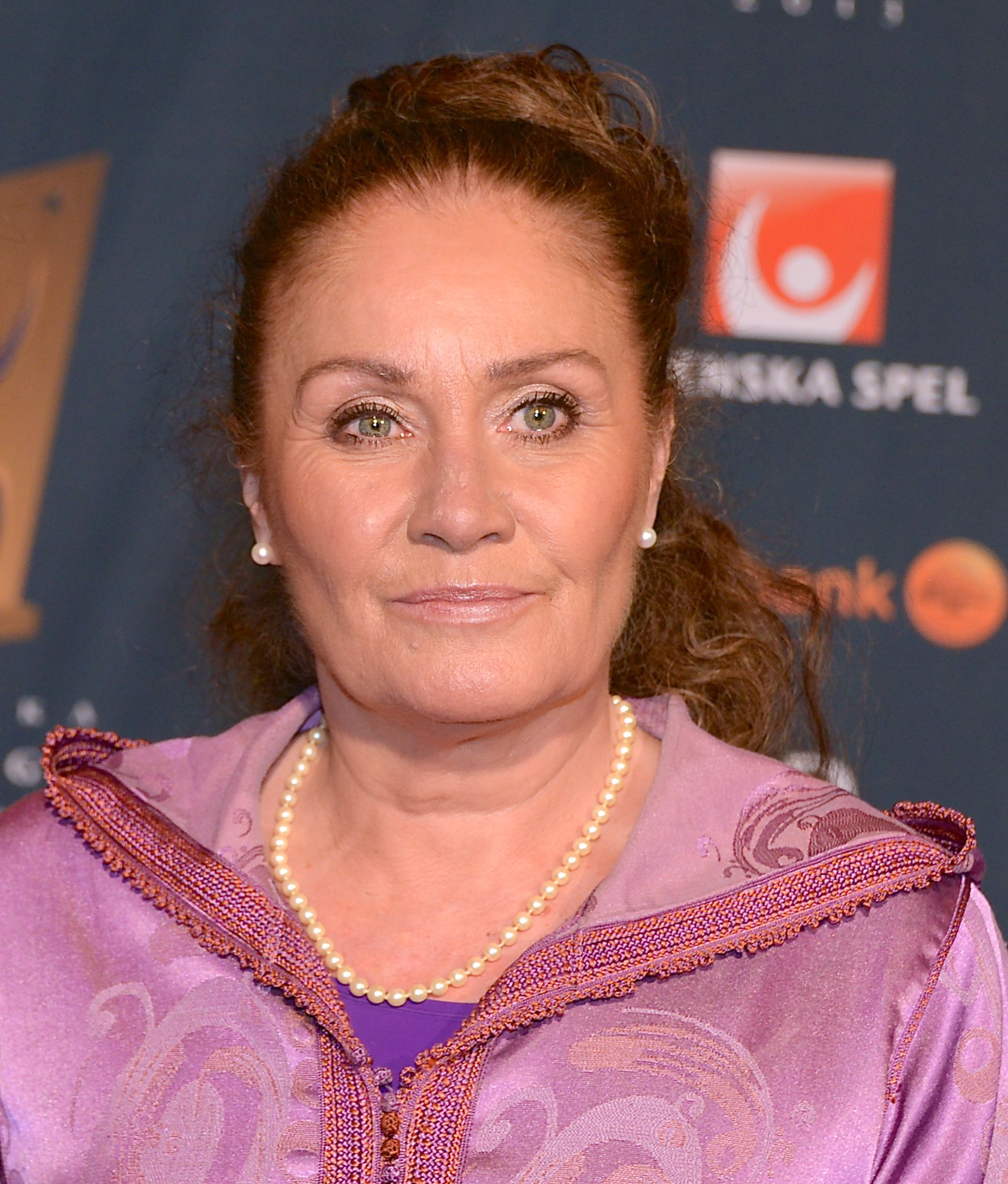
Linda Haglund
21 november

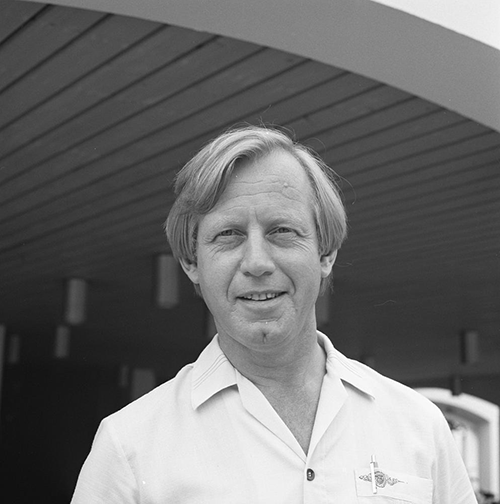
Sipke van der Land
22 november

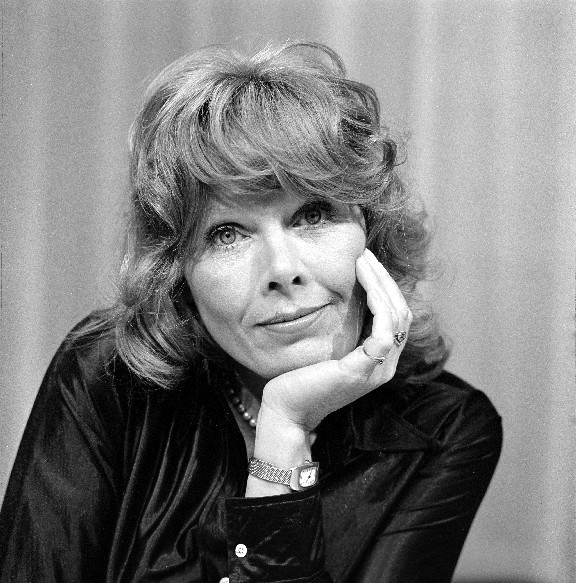
Yoka Berretty
28 november

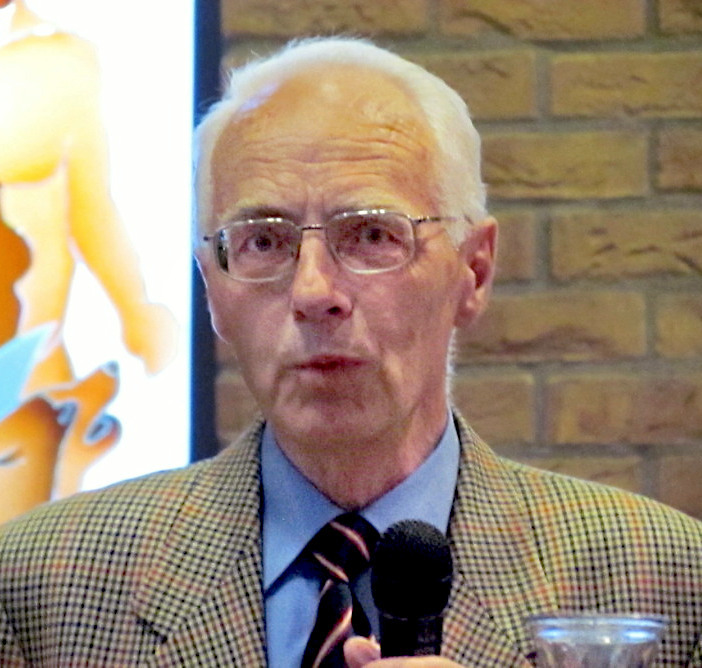
Gerrit Holdijk
30 november

| 1 | 2 | 3 | 4 | 5 | 6 | 7 | 8 | 9 | 10 | 11 | 12 | 13 | 14 | 15 | 16 | 17 | 18 | 19 | 20 | 21 | 22 | 23 | 24 | 25 | 26 | 27 | 28 | 29 | 30 |
| - | - | - | - | - | - | - | - | - | -- | -- | -- | -- | -- | -- | -- | -- | -- | -- | -- | -- | -- | -- | -- | -- | -- | -- | -- | -- | -- |

### 1 november
- Ronald Desruelles (60), Belgisch atleet[1]
- Stephen Hancock (89), Brits acteur[2]
- Günter Schabowski (86), Oost-Duits politicus[3]
- Fred Thompson (73), Amerikaans acteur en politicus[4]

### 2 november
- Louis Haegemans (71), Belgisch burgemeester[5]
- Cees Nicolai (68), Nederlands militair[6]
- Tommy Overstreet (78), Amerikaans countryzanger[7]
- Miroslav Poljak (71), Joegoslavisch waterpolospeler[8]
- Raul Rekow (61), Amerikaans percussionist[9]
- Colin Welland (81), Brits acteur en scenarist[10]

### 3 november
- Adriana Campos (36), Colombiaans actrice[11]
- Judy Cassab (95), Australisch schilder en overlever van de Holocaust[12]
- Ahmed Chalabi (71), Iraaks politicus[13]
- Howard Coble (84), Amerikaans politicus[14]
- Tom Graveney (88), Engels cricketspeler[15]

### 4 november
- Paul Gundani (48), Zimbabwaans voetballer[16]
- René Girard (91),  Frans-Amerikaans antropoloog[17]
- Karl-Heinz Jakobs (86), Duits auteur[18]
- Melissa Mathison (65), Amerikaans scenarioschrijfster[19]
- Jerzy Sadek (73), Pools voetballer[20]

### 5 november
- George Barris (89), Amerikaans (film)auto-ontwerper[21]
- Ritch Brinkley (71), Amerikaans acteur[22]
- Nora Brockstedt (92), Noors zangeres[23]
- Czesław Kiszczak (90), Pools militair en politicus[24]
- Michail Lesin (57), Russisch politicus[25]

### 6 november
- Fons Kontz (71), Luxemburgs acteur, regisseur, zanger en auteur[26]
- Yitzhak Navon (94), president van Israël[27]

### 7 november
- Gunnar Hansen (68), Amerikaans acteur[28]
- Eddie Hoh (71), Amerikaans drummer[29]

### 8 november
- Dora van der Groen (88), Belgisch actrice[30]

### 9 november
- Ernst Fuchs (85), Oostenrijks kunstschilder[31]
- André Glucksmann (78), Frans filosoof, schrijver en acteur[32]
- Allen Toussaint (77), Amerikaans musicus en zanger[33]

### 10 november
- Gene Amdahl (92), Amerikaans computerondernemer[34]
- Robert Craft (92), Amerikaans dirigent, muziekwetenschapper en schrijver[35]
- Pat Eddery (63), Iers jockey[36]
- Theo Kars (75), Nederlands schrijver en vertaler[37]
- Johannes Pujasumarta (65), Indonesisch aartsbisschop[38]
- Klaus Roth (90), Brits wiskundige[39]
- Helmut Schmidt (96), Duits politicus[40]
- Laurent Vidal (31), Frans triatleet[41]

### 11 november
- Olivier Guillou (51), Frans voetbalcoach[42]
- Leon Melchior (88), Belgisch ondernemer[43]
- Peter Molendijk (91), Nederlands burgemeester[44]
- Phil Taylor (61), Brits drummer[45]
- Andy White (85), Brits drummer[46]

### 12 november
- Anneke le Coultre-Foest (87), Nederlands burgemeester[47]
- Márton Fülöp (32), Hongaars voetballer[48]
- Jihadi John (27), Brits terrorist (onbevestigd)[49]
- Jan Maathuis (76), Nederlands springruiter[50]
- Menno Steketee (52), Nederlands bioloog, journalist en schrijver[51]
- Maria Verano (57), Nederlands zangeres[52]

### 13 november
- Black Alex (39), Haïtiaans rap- en ragga-artiest[53]
- Giorgio Bambini (70), Italiaans bokser[54]
- Henk Visser (83), Nederlands atleet[55]
- Éliane Vogel-Polsky (89), Belgisch juriste en feministe[56]
- Jennifer Willems (68), Nederlands actrice[57]

### 14 november
- Joost Barbiers (66), Nederlands beeldhouwer[58]
- Nick Bockwinkel (80), Amerikaans professioneel worstelaar[59]
- Warren Mitchell (89), Brits acteur[60]

### 15 november
- Dora Doll (93), Frans actrice[61]
- Guo Jie (103), Chinees atleet[62]
- Saeed Jaffrey (86),  Brits-Indiaas acteur[63]
- Jackie McGugan (76), Schots voetballer[64]
- Vincent Margera (59), Amerikaans televisiepersoonlijkheid[65]
- Nicoletta Machiavelli (71), Italiaans-Amerikaans filmactrice[66]
- Moira Orfei (83), Italiaans actrice[67]
- Rob van Reijn (86), Nederlands pantomimespeler[68]

### 16 november
- Ronald Bandell (69), Nederlands burgemeester[69]
- David Canary (77), Amerikaans acteur[70]
- Nando Gazzolo (87), Italiaans acteur[71]
- Jerzy Katlewicz (88), Pools dirigent[72]

### 18 november
- Abdelhamid Abaaoud (28), Belgisch terrorist[73]
- Jonah Lomu (40), Nieuw-Zeelands rugbyspeler[74]
- Mack McCormick (85), Amerikaans folklorist en musicoloog[75]
- Mal Whitfield (91), Amerikaans atleet[76]

### 19 november
- Armand (69), Nederlands zanger[77]
- Louis Van Beneden (89), Belgisch voetballer en voetbaltrainer[78]
- Frank Fehmers (73), Nederlands uitgever[79]
- Rex Reason (86), Amerikaans acteur[80]
- John Theunissen (66), Nederlands gitarist[81]

### 20 november
- Jan van Beek (92), Nederlands voetballer[82]
- Lex Jacoby (85), Luxemburgs schrijver[83]
- Svetlana Kitova (55), Russisch atlete[84]
- Keith Michell (88), Australisch acteur[85]
- Jim Perry (82), Amerikaans quizmaster[86]
- Kitanoumi Toshimitsu (62), Japans sumoworstelaar en sportbestuurder[87]

### 21 november
- Pakoe Alam IX (77), vorst van Pakualaman[88]
- Linda Haglund (59), Zweeds atlete[89]
- Ken Johnson (82), Amerikaans honkballer[90]
- Jacques van Oortmerssen (65), Nederlands organist, pianist, dirigent en componist[91]

### 22 november
- Sipke van der Land (78), Nederlands televisiepresentator[92]
- Robin Stewart (69), Brits acteur[93]
- Kim Young-sam (87), Zuid-Koreaans politicus[94]

### 23 november
- Pierre Bernard (73),  Frans grafisch ontwerper[95]
- Jouni Kaipainen (58), Fins componist[96]
- Douglass North (95), Amerikaans econoom[97]
- Heinz Oberhummer (74), Oostenrijks natuurkundige[98]
- Cynthia Robinson (69), Amerikaans zangeres en trompettist[99]
- Ankie Stork (94), Nederlands verzetsstrijdster[100]

### 24 november
- Robert Ford (91), Noord-Iers generaal[101]
- Quincy Monk (36), Amerikaans Americanfootballspeler[102]

### 25 november
- Lennart Hellsing (96), Zweeds schrijver en vertaler[103]
- Johanna Jacob (76), Duits zangeres[104]
- Joshua Shintani (32), Amerikaans acteur[105]
- Elmo Williams (102), Amerikaans filmproducent en regisseur[106]

### 26 november
- Jan van Boxtel (79), Nederlands voetballer en wielrenner[107]
- Willem van Dedem (86), Nederlands baron en ondernemer[108]
- Eddy De Leeuw (59), Belgisch atleet[109]
- Alexander Koekarin (22), Russisch moderne vijfkamper[110]

### 27 november
- Annemarie Coebergh (80), Belgisch presentatrice[111]
- Philippe Washer (91), Belgisch tennisser[112]

### 28 november
- Mark Behr (52), Zuid-Afrikaans schrijver en hoogleraar[113]
- Yoka Berretty (87), Nederlands zangeres en actrice[114]
- Gerry Byrne (77), Engels voetballer[115]
- Federico Escaler (93), Filipijns bisschop[116]
- Barbro Hiort af Ornäs (94), Zweeds actrice[117]
- Marjorie Lord (97), Amerikaans actrice[118]
- Maurice Strong (86), Canadees diplomaat[119]

### 29 november
- Wayne Bickerton (74), Brits songwriter en platenproducer[120]
- Oʻtkir Sultanov (76), premier van Oezbekistan[121]

### 30 november
- Greg Fisk (70), Amerikaans burgemeester[122]
- Hank Hans (96), Nederlands beeldhouwer en medailleur[123]
- Gerrit Holdijk (71), Nederlands politicus[124]
- Fatima Mernissi (75), Marokkaans sociologe[125]
- Shigeru Mizuki (93), Japans mangatekenaar[126]
- Eldar Rjazanov (88), Russisch filmregisseur[127]